# Un attimo ancora
Un attimo ancora è un singolo del gruppo musicale italiano Gemelli DiVersi, pubblicato il 15 settembre 1998 come primo estratto dal primo album in studio Gemelli DiVersi.

## Descrizione
La canzone campiona il ritornello di Dammi solo un minuto, celebre brano del 1977 dei Pooh. Il titolo del singolo dei Gemelli DiVersi è oltretutto parte del brano dei Pooh. La voce femminile nella canzone è di Jenny B.
Un attimo ancora ottiene un grande successo radiofonico, contribuendo considerevolmente a lanciare i Gemelli DiVersi e diventando uno dei brani più rappresentativi della loro discografia.

## Tracce
1. Un attimo ancora – 4:00